# メキシレチン
メキシレチン (英: Mexiletine) は、不整脈、慢性疼痛、および筋肉のこわばりに対して用いられる薬剤のこと。一般的な副作用には、腹痛、胸痛、眠気、頭痛、吐き気などがある。非選択的な電位依存性ナトリウムチャネル遮断薬として機能し、抗不整脈薬のIbグループに属する。

## 医療的用途
メキシチレンは、不整脈、慢性疼痛、筋緊張に用いられる。
一般にメキシチレンは心室性頻拍などに用いられる。QT延長症候群によって引き起こされる不整脈を治療する場合に特に有用である。  
メキシレチンは慢性疼痛の治療に使用されており、 筋緊張性ジストロフィー や他の筋ジストロフィー （ベッカー型やウェルドニッヒ・ホフマン病など)に起こる筋緊張にも用いられる。

## 有害作用
メキシレチンの一般的な副作用には、腹痛、胸痛、眠気、頭痛、吐き気、皮膚反応などがある。またはまれな副作用には、発作および肝機能障害が含まれる。

## 薬理作用
メキシチレンはリドカインの経口薬の類似体である.。活動電位の最大立上り速度を減少させ、活動電位持続時間を延長させるNaチャネル遮断薬である抗不整脈薬のIbグループに属する。薬物のバイオアベイラビリティは90%で血漿中濃度のピークは2〜4時間後に見られる。メキシチレンは主に肝臓で代謝される。

## 合成

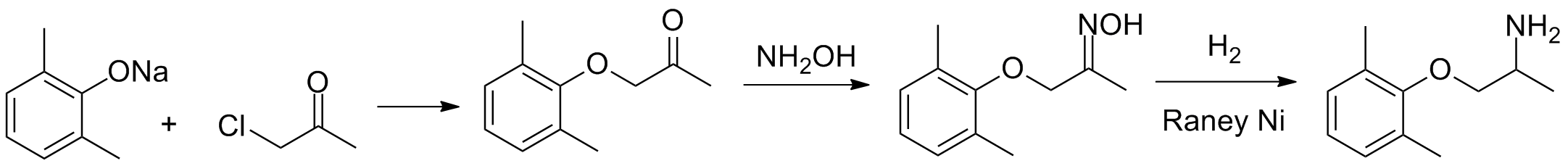
Mexiletine synthesis:

## 人間以外への用途
メキシチレンは獣医により犬や猫の心臓疾患に使用されている。

## References
1. ↑  Canavero, Sergio; Bonicalzi, Vincenzo (13 October 2011). Central Pain Syndrome: Pathophysiology, Diagnosis and Management. Cambridge University Press. pp. 286–. ISBN 978-1-107-01021-5
2. 1 2 3 4  “Mexiletine: pharmacology and therapeutic use”. Clinical Cardiology 13 (5):  349–59. (May 1990). doi:10.1002/clc.4960130509. PMID 2189614.
3. ↑  “The role of mexiletine in the management of long QT syndrome”. Journal of Electrocardiology 51 (6):  1061–1065. (November 2018). doi:10.1016/j.jelectrocard.2018.08.035. PMID 30497731.
4. ↑  “Mexiletine Usage in a Chronic Pain Clinic: Indications, Tolerability, and Side Effects”. Pain Physician 21 (5):  E573–E579. (September 2018). doi:10.36076/ppj.2018.5.E573. PMID 30282405.
5. 1 2   Martindale: The complete drug reference (33rd ed.). London: Pharmaceutical Press. (2002). ISBN 0-85369-499-0
6. 1 2  “British National Formulary - Mexiletine”. NICE. 2019年6月17日閲覧。
7. ↑  US 3954872, Koppe R, Kummer W, issued 1976